# Korongcsiga
A korongcsiga (Helicodonta obvoluta) Európában honos, a tüdőscsigákhoz tartozó szárazföldi csigafaj.

## Külalakja
A csigaház lapos, korong alakú, 6-7 szorosan felcsavart szíjra emlékeztető kanyarulatból áll, magassága 4–6 mm, szélessége 12–14 mm. A ház csúcsa nem emelkedik a kanyarulatok fölé, inkább kissé besüppedt. A ház köldöke igen tág, a szájadék az ajakduzzanat kétoldali megvastagodása miatt háromszögletűnek látszhat. A csigaház színe barna, a fiatal állatok esetében 1 mm hosszú, ritkás szőrök borítják, amik az idősebb csigáknál már lekopnak. Az állat teste sötétszürke. 

## Elterjedése és életmódja

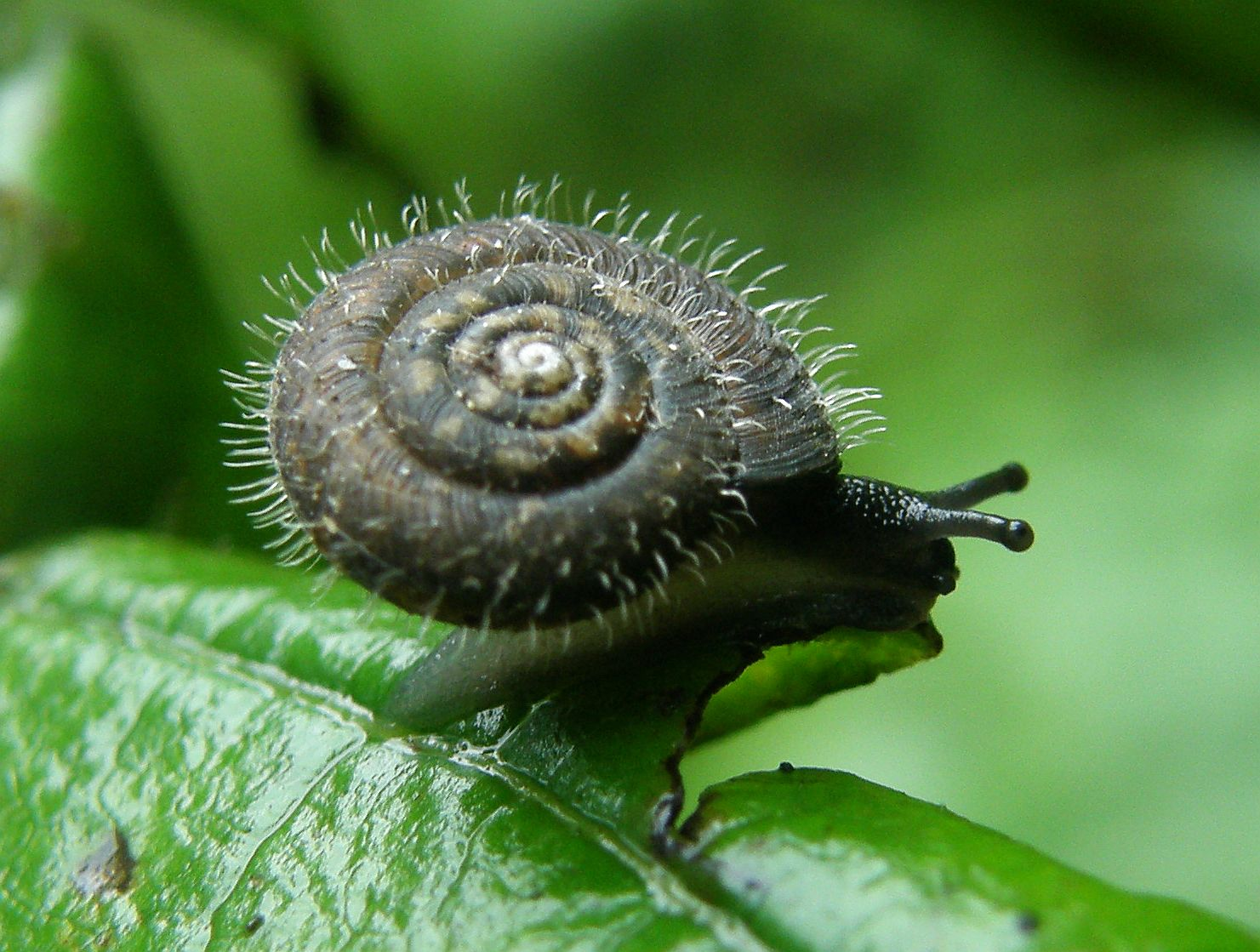

A korongcsiga Európában honos, a Pireneusoktól a Kárpátokig, Toszkánától és az Észak-Balkántól Hollandiáig általánosan elterjedt, ezenkívül Angliában és Németország Schleswig-Holstein tartományában van egy elszigetelt populációja. 1500 m fölötti magasságnál már csak ritkán fordul elő, de 1900 m-ig megfigyelték.
Domb- és hegyvidéki erdős, bokros helyeken található az avarban, vagy kövek, fadarabok alatt. Évente kétszer, május-júliusban és szeptemberben is szaporodhat. A párzás után 15-20 darab, 2,3 mm átmérőjű petét rak le, amelyek 2-4 héttel később kelnek ki. Teljes méretüket 4-12 hónapos korukban érik el, élettartamuk 2-3 év. Október végén korhadó fatörzsekbe fúrják be magukat alulról és házuk bejáratát lezárva telelnek a következő év áprilisáig.
Angliában veszélyeztetett, Németország Alsó-Szászország tartományában sebezhető státuszban van; Magyarországon nem védett.

## Külső hivatkozások
- Fajleírás (angol nyelven)
- A korongcsiga Ausztriában (angol nyelven)